# 黎巴嫩陣線
黎巴嫩陣線（阿拉伯語：الجبهة اللبنانية）是1976年在黎巴嫩內戰期間，於黎巴嫩共和國境內成立的一個右翼政黨聯盟。旨在對抗左翼政黨聯盟黎巴嫩民族運動。